# T42 (Paralympics)
T42 und F42 sind Startklassen der paralympischen Sportarten für Sportler in der Leichtathletik. Zugehörigkeiten von Sportlerinnen und Sportlern zu den beiden Startklassen sind wie folgt skizziert:
„Einschränkungen in einer oder beiden Hüften und/oder Knien, wie z. B. Einschränkungen der Gelenkbeweglichkeit.“
Die Klassifizierung gehört zu der Obergruppe von Athletinnen und Athleten die betroffen sind von „Amputation, Fehlbildung von Gliedmaßen, eingeschränkter Muskelkraft oder passiver Gelenkbeweglichkeit“ (T/F42 – T/F46, T47, T/F51 – 54; F55 – 57, T/F61 – T/F64). Sie gehört zur Untergruppe F42–44 für Personen mit Gliedmaßenmangel, Beinlängendifferenz, eingeschränkter Muskelkraft oder eingeschränktem passiven Bewegungsumfang der unteren Gliedmaße, die stehend ohne Unterstützung starten.
In T42/F42 sind Sportlerinnen und Sportler eingestuft mit einer oder mehreren Arten von Beeinträchtigungen, die die Hüft- und/oder Kniefunktion einer oder beider Gliedmaßen beeinträchtigen, und Aktivitätseinschränkungen bei Würfen, Sprüngen und beim Laufen, haben, die ohne Prothesen vergleichbar sind mit denen eines Athleten mit einer mindestens einseitigen Durch- oder Oberschenkelamputation. Personen mit Beeinträchtigungen, die in etwa mit beidseitigen Oberschenkelamputationen vergleichbar sind, werden ebenfalls in diese Klasse eingestuft.
Gestartet wird:
- stehend
- ohne Unterstützung (Prothese/n)

Es gilt: je niedriger die Nummer, desto höher der Grad der Einschränkung. In den technischen Disziplinen sind die Wettkampfklassen der Rollstuhl-Athleten stärker differenziert als in den Rennklassen.
Zu beachten: Die Klassifizierungen und Startklassen wurden in den letzten Jahren weiter ausdifferenziert, wobei jedoch der gleiche Klassifizierungscode andere Kriterien enthalten kann. Deshalb zum Vergleich die ältere Version:„Oberschenkelamputierte und diesen Einschränkungen Gleichgestellte (z. B. kombinierte Arm-/Bein-Amputationen).“